# Jobbágyi
Jobbágyi község Nógrád vármegyében, a Pásztói járásban.

## Fekvése
Jobbágyi Nógrád vármegyében, a Mátra alján, a Nagy-Hársas hegy lábánál fekszik, a falut a Zagyva folyó és a 21-es főút szeli ketté; a belterület nagyobb része a főút nyugati oldalára esik, a főúttól keletre eső községrész a Losonci út, illetve Kisjobbágyi nevet viseli.
A települést érintő utak még a 21-esen felül a Galgagutától induló 2129-es mellékút (Magyarország), amely csaknem 30 kilométer megtétele után itt torkollik bele a 21-esbe, körforgalmú csomóponttal, valamint a 2405-ös mellékút (Magyarország), amely ugyanebből a körforgalomból indul a község keleti része és Apc felé. Utóbbiból ágazik ki északnak, a kisjobbágyi községrészben a 24 103-as út, amely az egykori jobbágyi „csokoládégyár”, a 7405. számú titkos fegyver- és lőszergyár objektumának bejáratáig vezet. (Maga az út tovább húzódik észak felé, a jelenleg is zárt honvédségi objektumon belül is, annak északi kijáratától 24 104-es számozással halad Szurdokpüspöki lakott területéig.)
A település megközelíthető vasúton is, a Hatvan–Somoskőújfalu-vasútvonalon. Vasúti megállóhelye a 21-es főúttól mintegy 300 méterre, közvetlenül a 2405-ös út mellett fekszik.
Szomszédos települések: északról Szurdokpüspöki, nyugatról Szarvasgede, délről Apc határolja.

## Története
Jobbágyi és környéke már az ősidők óta lakott hely volt, határa gazdag lelőhelye a kő-, bronz-, népvándorlás- és honfoglalás kori leleteknek.
Nevét 1342-ben említette először oklevél, a falut ekkor az Aba nemzetségből származott Szalánczi Miklós, a Jobbágyi család őse szerezte meg Szurdokpüspökivel együtt, aki 1344-ben e helységékre szabad ispánságot is nyert és utóbb át is költözött Jobbágyiba, ahol később fia Péter (1363-1375) is birtokos volt. 1424-ben Tari Lőrinc és fia Rupert nyerték a falut adományba Zsigmond királytól. 1454-ben Tari Rupert fia György birtokában volt, 1465-ben azonban Tari György, Guthi Országh Mihálynak zálogosította el. Halála után az Országh és a Nánai Kompolthi családokra szállt, majd 1598-ban Török István, 1754-ben Kanyó György volt itt birtokos, 1770-ben báró Haller Samu tábornok, báró Révay László, Bossányi Júlia és a Nikházy család, 1826-ban pedig gróf Berényi Terézia, Baloghy Lajos, gróf Stahrembergné és a Fáy család. Később pedig Sréter György, Cebrián Antal, Baloghy Lajos, Dobóczky Ignácz, Reviczky Mária, özvegy Koósné szül. Fáy Zsuzsánna volt itt a birtokos.
A 19. század közepén Posztóczky János, Frivaldszky Imre, gróf Cebrián Ferencz és Meskó Johanna, a 20. század elején pedig Szent-Ivány Farkasné szül. Patay Jolán, Bérczy Géza és neje Bencsik Mária, továbbá gróf Degenfeld Lajos a legnagyobb birtokosai.
1831-ben a kolera miatt zendülés tört ki a községben, 1856-ban pedig a falu nagy része leégett, majd 1873-ban ismét a kolerajárvány pusztított a lakosok között. A jobbágyi bor, mely a filoxéra-pusztítás előtt országos hírű és a lakosság fő jövedelmi forrása volt. A 20. század elején már inkább a gyümölcstermesztésre helyeztek nagyobb súlyt, Bérczy Gézánénak volt itt 7 holdas cseresznye ültetvénye, amely akkor a legnagyobbnak számított az országban. A termését Bécsbe és az osztrák tartományokba szállították. A helység határában az egyik dűlőt Vámpart-dűlőnek nevezik, mert ezen vezetett a Szuhavölgyön át menő út, melyen azelőtt vámot is szedtek, és a vámszedőnek is volt háza a közelben. A községhez tartozó Kisjobbágyi-puszta a Révayak birtoka volt, akiktől Posztóczky Iván, tőle pedig 1900-ban Szent-Ivány Farkasné szül. Patay Jolán vásárolta meg. Az itteni úri lakot 1880-ban Posztóczky Iván építtette. Az e birtokhoz tartozó kőbányában még Posztóczky idejében, mammut-csontvázakat találtak, melyekből azonban csak töredékeket lehetett kiemelni, miután földomlás következtében két munkás járt szerencsétlenül. Ugyancsak e puszta határában, a Hermann szőlőben, a múlt század eleje körül száznál több honfoglalás kori sírt találtak, melyeknek egy része a Nemzeti Múzeumba került.
A 20. század elején Nógrád vármegye Sziráki járásához tartozott. 1910-ben 1659 lakosából 1495 római katolikus, 27 evangélikus, 41 izraelita volt.
2001-ben a település lakosságának 94%-a magyar, 6%-a cigány nemzetiségűnek vallotta magát.

## Közélete

### Polgármesterei
- 1990–1994: Majoros László (független)[4]
- 1994–1998: Jancsó György (független)[5]
- 1998–2002: Majoros László (független)[6]
- 2002–2006: Majoros László (független)[7]
- 2006–2010: Majoros László (független)[8]
- 2010–2014: Farkas Attila (Fidesz-KDNP)[9]
- 2014–2019: Schoblocher István (független)[10]
- 2019–2024: Schoblocher István (független)[11]
- 2024– : Pintér Norbert (független)[1]

## Népesség
A település népességének változása:
| Lakosok száma | 2137 | 2132 | 2087 | 1959 | 1891 | 1891 | 1876 |
|               | 2013 | 2014 | 2015 | 2021 | 2022 | 2023 | 2024 |

A 2011-es népszámlálás során a lakosok 86,9%-a magyarnak, 17,8% cigánynak, 0,2% németnek mondta magát (13% nem nyilatkozott; a kettős identitások miatt a végösszeg nagyobb lehet 100%-nál). A vallási megoszlás a következő volt: római katolikus 42,4%, református 2,2%, evangélikus 1,2%, görögkatolikus 0,3%, felekezeten kívüli 19,7% (27,7% nem nyilatkozott).
2022-ben a lakosság 91,6%-a vallotta magát magyarnak, 15,5% cigánynak, 0,2% görögnek, 0,1-0,1% németnek, bolgárnak, ruszinnak, szerbnek, románnak és lengyelnek, 1,9% egyéb, nem hazai nemzetiségűnek (8,4% nem nyilatkozott; a kettős identitások miatt a végösszeg nagyobb lehet 100%-nál). Vallásuk szerint 31,5% volt római katolikus, 2,2% református, 1,2% evangélikus, 0,3% görög katolikus, 0,1% ortodox, 5% egyéb keresztény, 0,6% egyéb katolikus, 23,2% felekezeten kívüli (35,9% nem válaszolt).

## Nevezetességei
- Templomának déli falán középkori részletek láthatók a román kori és a gótikus templomból.
- A község Szurdokpüspöki felé eső végénél található az egykori Andezit Művek, ami Magyarország egyik legnagyobb földalatti hadiüzeme volt.[14] Az 1952-ben a Mátra egyik vonulata alá rejtett titkos lőszergyárat 1960. december 31-én zárták be véglegesen.[15] Jelenlegi funkciója nem ismert, de ma is aktív, feltehetően kormánybunker.

## Híres emberek
- Itt halt meg 1870. október 19-én Frivaldszky Imre (frivaldi) természettudós, az MTA tagja (született 1799-ben).
- Itt lakott (1808 és 1810 között) és itt írta Mátrai vadászat című munkáját Fáy András író (1786–1864).
- Bérczy Károly (1821–1867) újságíró, író, korának egyik legjelesebb műfordítója Jobbágyiban tevékenykedett, sírja a község temetőjében található.
- Itt született 1867. szeptember 9-én Gubányi Károly vasútmérnök, utazó, író.
- Itt alkotott és hunyt el Mészöly Géza (1844–1887) tájképfestő.